# Снегоходки
Снегоходки са леки устройства, които се поставят на обувките и позволяват по-лесно придвижване по всички видове заснежен терен. Разпределяйки тежестта на човека на по-голяма площ, снегоходките позволяват движение върху всякакъв вид сняг без затъване, което намалява физическите усилия необходими за ходенето. Модерните модели позволяват стабилно ходене и по заледени повърхности благодарение на зъбци, по подобие на алпинистките котки.

## История
Историята на снегоходките е труднопроследима, тъй като в древността те са произвеждани от нетрайни материали (дърво, кожа, растителни влакна и др.). Предполага се че те са заимствани от природата (биомиметика), по-специално задните крака на зайците, които благодарение на формата си задържат цялата тежест на заека върху снега.
Съвременните снегоходки са направени от метал, пластмаса или комбинация от двете.

## Варианти
Снегоходките може да се поставят на всякакъв вид и размер обувки, посредством регулируема пластина, а за стабилност се пристягат с лента с катарама или с автомат, подобен на този при сноуборда. Снегоходките имат много вариации във формата и размерите, но за универсални се считат овалните. Според предназначението биват туристически, спортни и алпинистки. Моделите за мъже и жени се различават по форма поради спецификата на походката при двата пола. Основно при избора на снегоходки е:
- Общата тежест на човека и екипировката му – винаги се взема предвид при избор на подходящи снегоходки. Колкото по-голяма е площта, толкова по-малко се потъва, но се увеличава тежестта на снегоходките и се затруднява маневрирането.
- Природните условия – в Сибир и Аляска, където има широки открити пространства с пухкав сняг, са необходими снегоходки с по-издължена форма и по-голяма площ. В Европа (и България), където се редуват стръмни склонове и равни участъци, а снегът е плътен и често фирнован, са необходими по-малки и по-заоблени снегоходки със зъбци за захващане на лед.

## Приложение
Ходенето със снегоходки не изисква специални умения, но познаването на техниките в ски бягането, помага за оптималното им използване.
Всички модерни снегоходки имат три режима на ползване:
- заключен – удобен при движение назад;
- отключен – за придвижване по равни участъци и при спускане;
- с вдигната пета (кокона) – използва се при изкачване.